# Гідрогенератор

Гідроагрегат з гідрогенератора A та гідротурбіни Каплана B у розрізі: 1-Статор гідрогенератора; 2-Ротор гідрогенератора; 3-Напрямний апарат ; 4-Лопаті робочого колеса гідротурбіни; 5-Потік води; 6-Вал робочого колеса та генератора

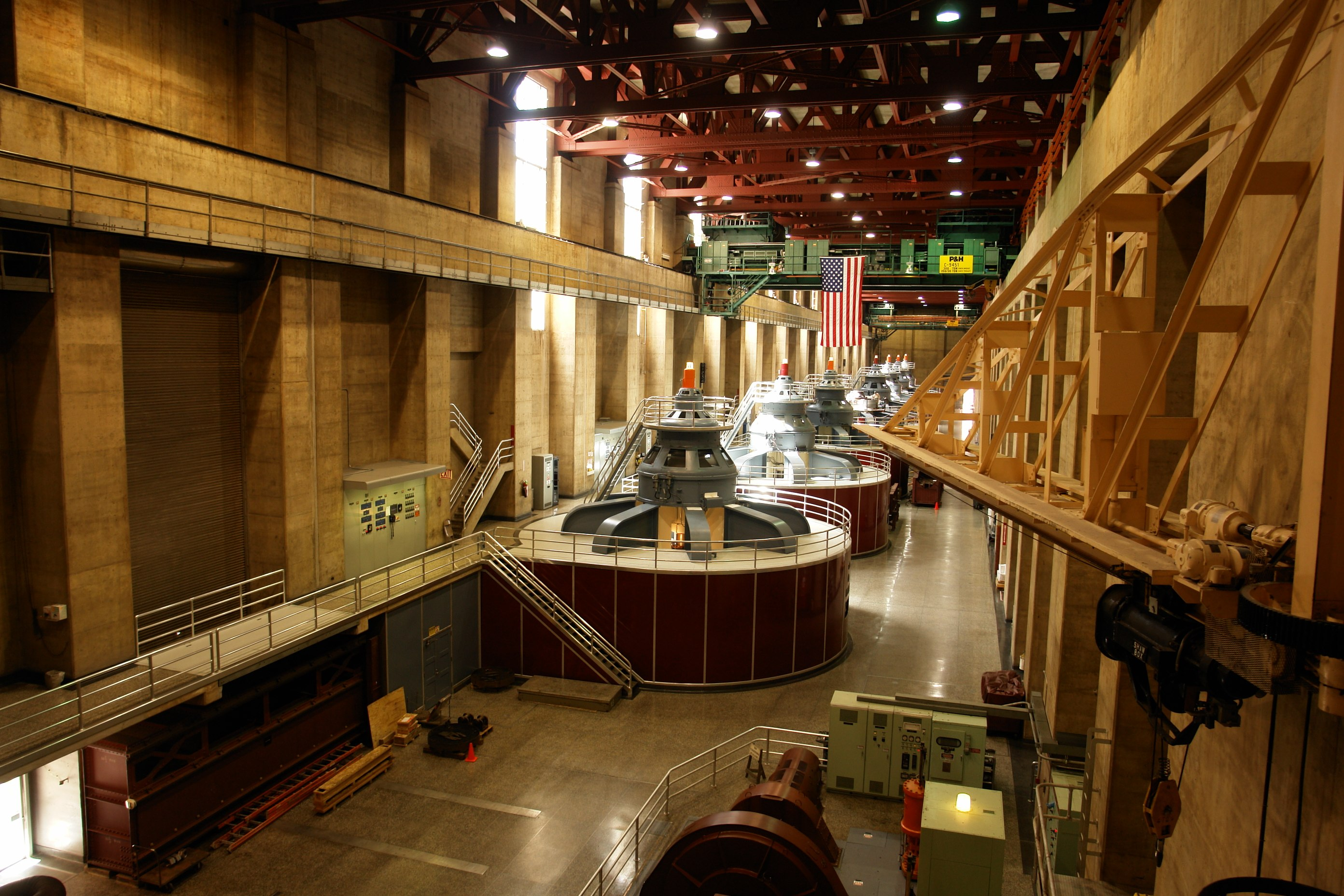
Гідрогенератор у машинному залі гідроелектростанції греблі Гувера

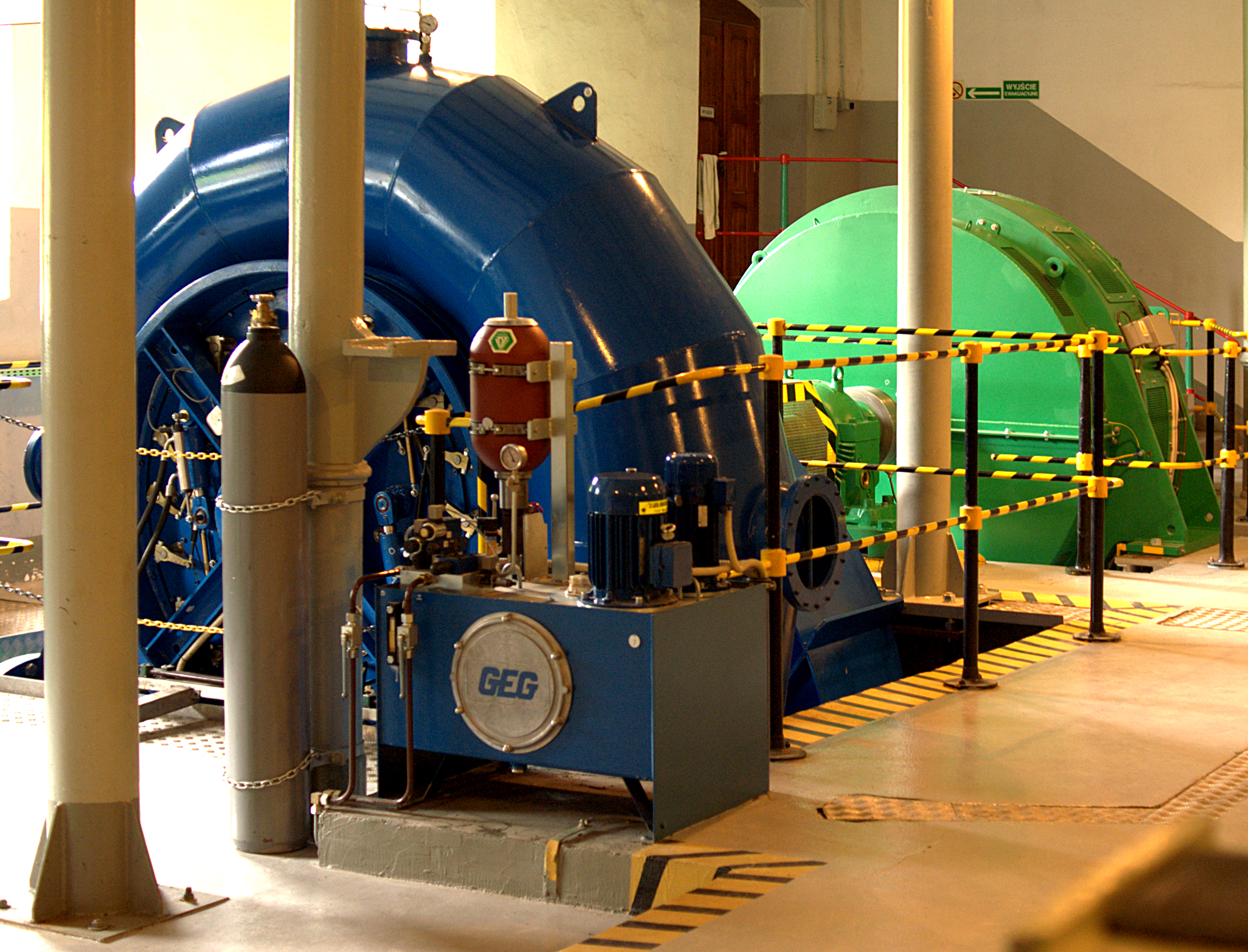
Гідроагрегат горизонтального виконання

Гідрогенера́тор (англ. hydroelectric generator) — явнополюсний синхронний генератор змінного електричного струму, ротор якого приводиться в дію гідротурбіною. Переважно бувають гідрогенератори вертикального виконання, хоча існуть і гідрогенератори горизонтального виконання (в тому числі капсульні гідрогенератори). Конструкція і параметри гідрогенераторів регламентуються ГОСТ 5616-89.

## Класифікація за технічними характеристиками
Гідрогенератори поділяються за потужністю і бувають:
- малої потужності — до 50 МВт,
- середньої потужності — 50…150 МВт;
- великої потужності — понад 150 МВт.

За частотою обертання ротора гідрогенератори класифікують на:
- тихохідні — до 100 об/хв);
- швидкохідні — понад 100 об/хв).

Інші характеристики:
- діапазон напруги, що генерується — 8,8…23 кВ;
- коефіцієнт потужності — 0,8…0,95;
- коефіцієнт корисної дії:
  - швидкохідних — 97,5…98,8 %,
  - тихохідних — 96,8…98,3 %.

## Конструктивні особливості
На великих ГЕС застосовують вертикальні тихохідні гідрогенератори (потужність 50…700 МВт, напруга 13,8…23,0 кВ) значних розмірів (аксіальна довжина 3,5…4 м) і маси (1000…1500 тонн). Достатньо великий діаметр (до 20 м) і визначає у першу чергу вертикальне виконання більшості гідрогенераторів, так як при горизонтальному виконання стає неможливим забезпечення необхідних механічної міцності та жорсткості елеметів їх конструкції. Крім того, вертикальне компонування здешевлює монтаж, ремонт та обслуговування гідрогенератора.
Для невеликих ГЕС застосовують швидкохідні вертикальні або горизонтальні гідрогенератори (швидкість обертання 100…1000 об/хв, потужність буває в межах 0,75…25 МВт).
Конструкція гідрогенератора в основному визначається параметрами гідротурбіни, які в свою чергу залежать від природних умов в районі будівництва гідроелектростанції (напору води та її витрати). У зв'язку з цим для кожної гідроелектростанції зазвичай проектується оригінальний гідрогенератор.
У конструкцію вертикального гідрогенератора входять такі основні частини:
- статор;
- ротор;
- верхня хрестовина;
- нижня хрестовина;
- підп'ятник (упорний підшипник, який сприймає вертикальне навантаження від обертових частин гідрогенератора та гідротурбіни);
- напрямні підшипники.

Потужні гідрогенератори поділяють на зонтичні, у яких підп'ятник розміщено під ротором в нижній хрестовині або на кришці турбіни (у цьому випадку верхня хрестовина у гідрогенератора відсутня) і підвісні — з розміщенням підп'ятника над ротором у верхній хрестовині. Ротор гідрогенератора з'єднано з валом робочого колеса гідротурбіни (див. Гідроагрегат). Підп'ятник, на якому обертається ротор гідротурбіни, сприймає також навантаження від ротора гідротурбіни і реакції води. Сумарне навантаження на підп'ятник великих гідрогенераторів досягає 3000-4000 т.
Для охолоджування крупних генераторів (до 300 МВт) зазвичай застосовується замкнута система вентиляції: непряма, або поверхнева, коли повітря обдуває поверхню обмотки, і форсована, коли повітря подається всередину провідника із струмом або між провідниками. Значно ефективнішим є охолоджування обмоток статора дистильованою водою з форсованим повітряним охолоджуванням обмотки ротора. Застосування форсованого охолоджування підвищує коефіцієнт використання гідрогенератора, знижує витрату ізоляції, міді та активної сталі.
Збудження гідрогенратора зазвичай здійснюється від допоміжного генератора постійного струму, встановленого на валу; на великих гідрогенераторах є додатково підзбудник для збудження допоміжного генератора. В деяких випадках для цієї мети використовується синхронний генератор з випрямлячами, який одночасно служить і допоміжним генератором.
Операції запуску, роботи і зупинки гідрогенератора відбуваються в автоматизованому режимі.
На гідроакумулювальних електростанціях використовуються гідрогенератори оборотної дії (гідрогенератори-двигуни), котрі можуть як виробляти електричну енергію, так і споживати її. Від звичайних гідрогенераторів вони відрізняються особливою конструкцією підп'ятника, яка дозволяє ротору обертатись в обидва боки.
Горизонтальні капсульні гідрогенератори є частиною герметичної капсули, що містить крім гідрогенератора гідротурбіну й системи забезпечення. Капсула поміщається безпосередньо у проточну частину гідроелектростанції.

## Маркування гідрогенераторів
Маркування гідрогенераторів пов'язане з їхніми конструктивними особливостями:
- СВ, СВГ — синхронні вертикальні з непрямим повітряним охолодженням;
- СГ — синхронні горизонтальні з непрямим повітряним охолодженням;
- СВФ — синхронні вертикальні з безпосереднім охолодженням обмоток статора водою і форсованим охолодженням обмотки ротора повітрям;
- СГКВ — синхронні горизонтальні капсульні з безпосереднім охолодженням обмоток статора і ротора водою;
- СГК — синхронні горизонтальні капсульні з повітряним охолодженням обмоток;
- СВО — синхронні вертикальні оборотної дії двигун-генератори (для ГАЕС) з повітряним охолодженням.

За літерною познакою вказують дробове число, чисельник якого дорівнює зовнішньому діаметру (см), а знаменник — довжина осердя статора. Число після риски означає кількість полюсів. Після кількості полюсів іноді ставлять ще літеру, що означає особливість виконання, наприклад Т — тропічне.